# セルカークレックス
セルカークレックス(英：Selkirk Rex)はネコの品種のひとつ。原産国はアメリカ。

## 概要
コーニッシュレックス、デボンレックスらレックス三種の中でも最も新しい種類。
短毛種と長毛種があり、巻き毛が最大の特徴である。頭は丸く、ふっくらとした雰囲気を持つ。胴体は筋肉質で、がっしりとしている。公認されている猫の中では大型な品種であり、成猫のオスは7 kgが平均体重。ただし個体差が激しいとされているため、一概にはいえない。

## 歴史
原種は、雑種とペルシャだといわれているが、定かではない。ヤマネコとペルシャが掛け合わさったという説もある。
1987年にモンタナ州にて発見された。
品種名は北アメリカ大陸東部のセルカーク山脈（Selkirk Mountains）に由来する。

## 性格
性格は、愛情深く、人懐こいものが多い。

## 飼育
あまり鳴かず、抜け毛もさほど多くないため、飼いやすい品種といえる。だが、ペルシャの血が入っているため、目から涙が出やすかったり目ヤニが他の種と比べやはりよくできてしまうので、拭いてやったりする必要がある。

## ギャラリー

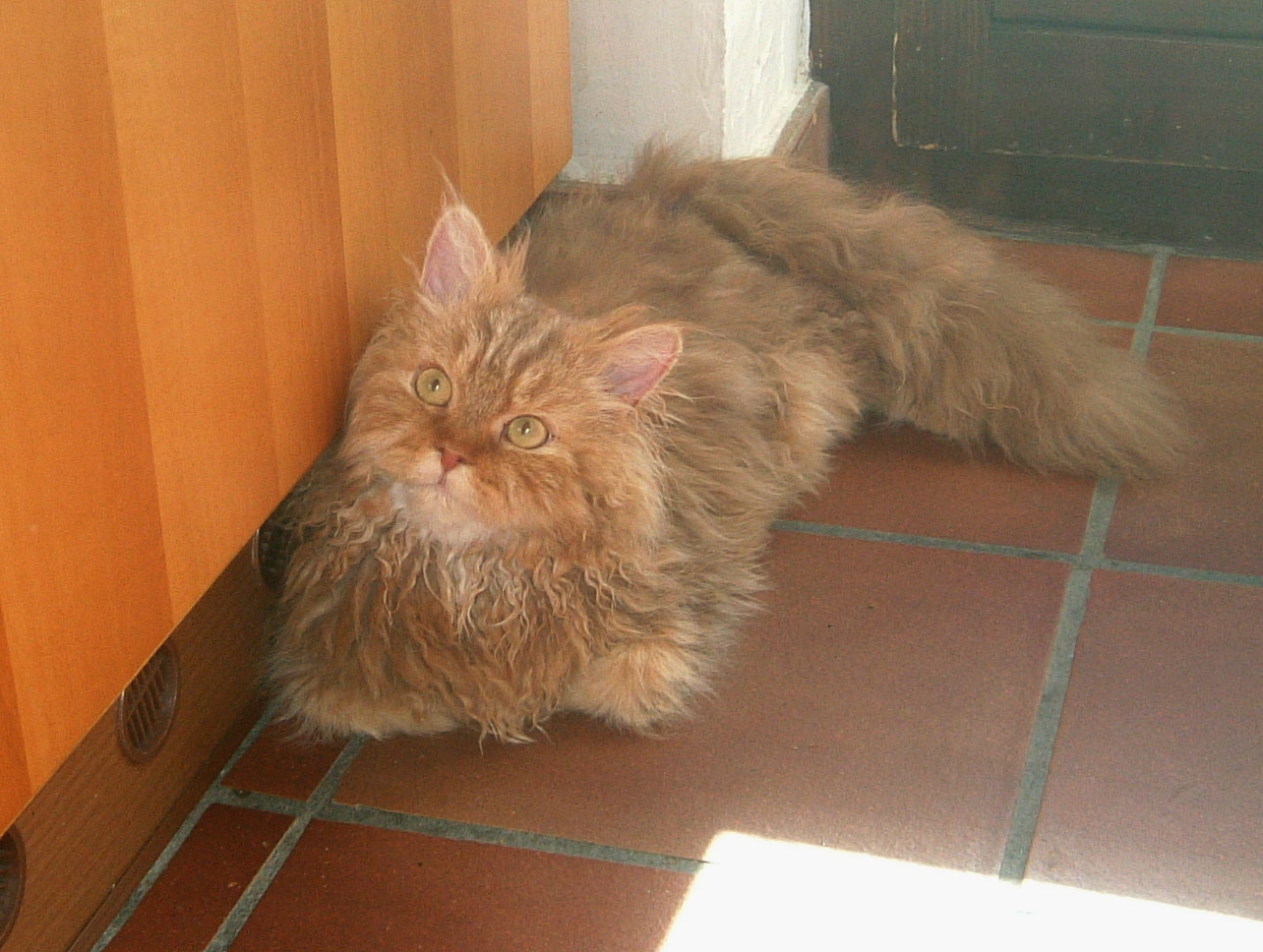
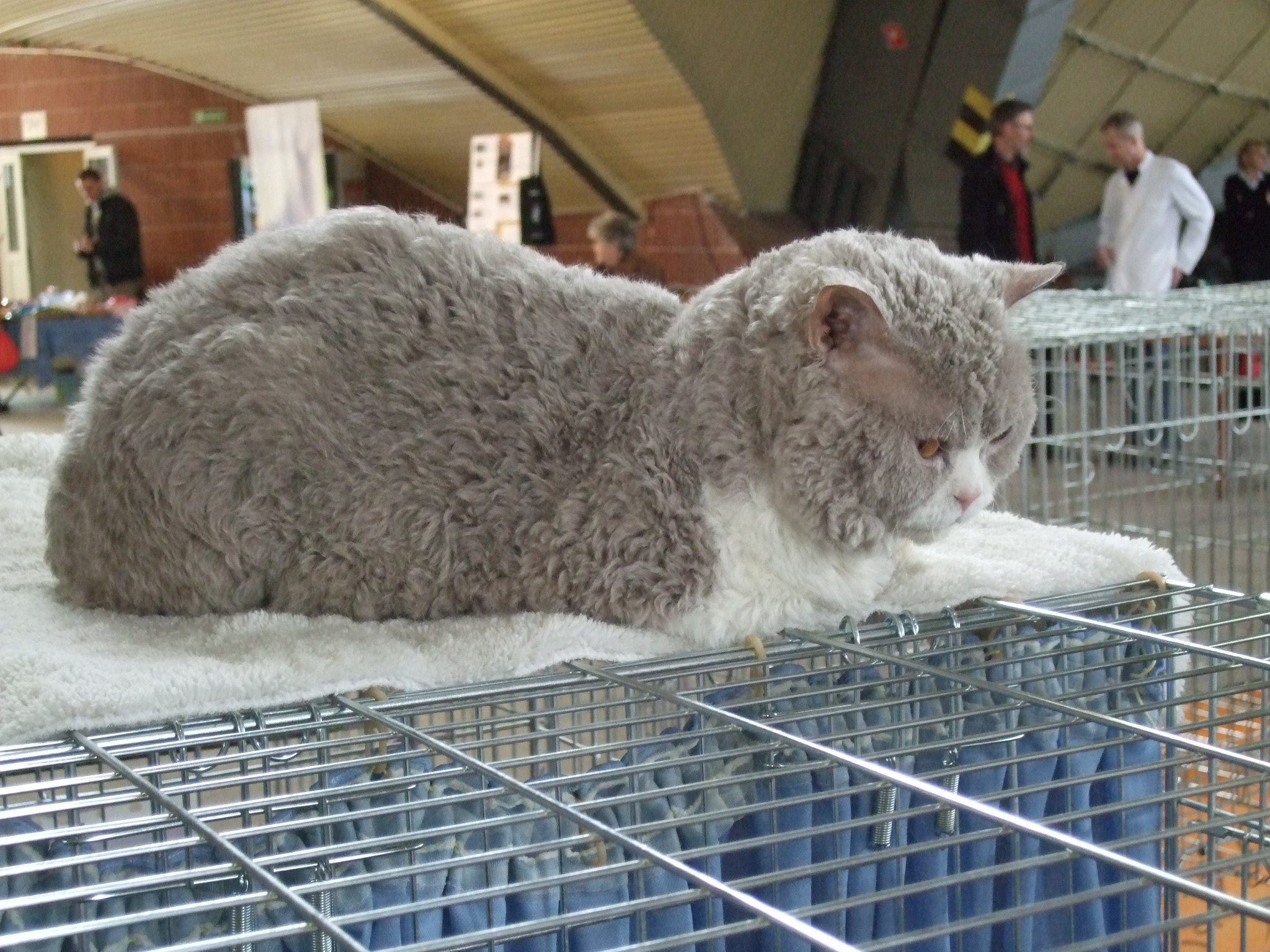
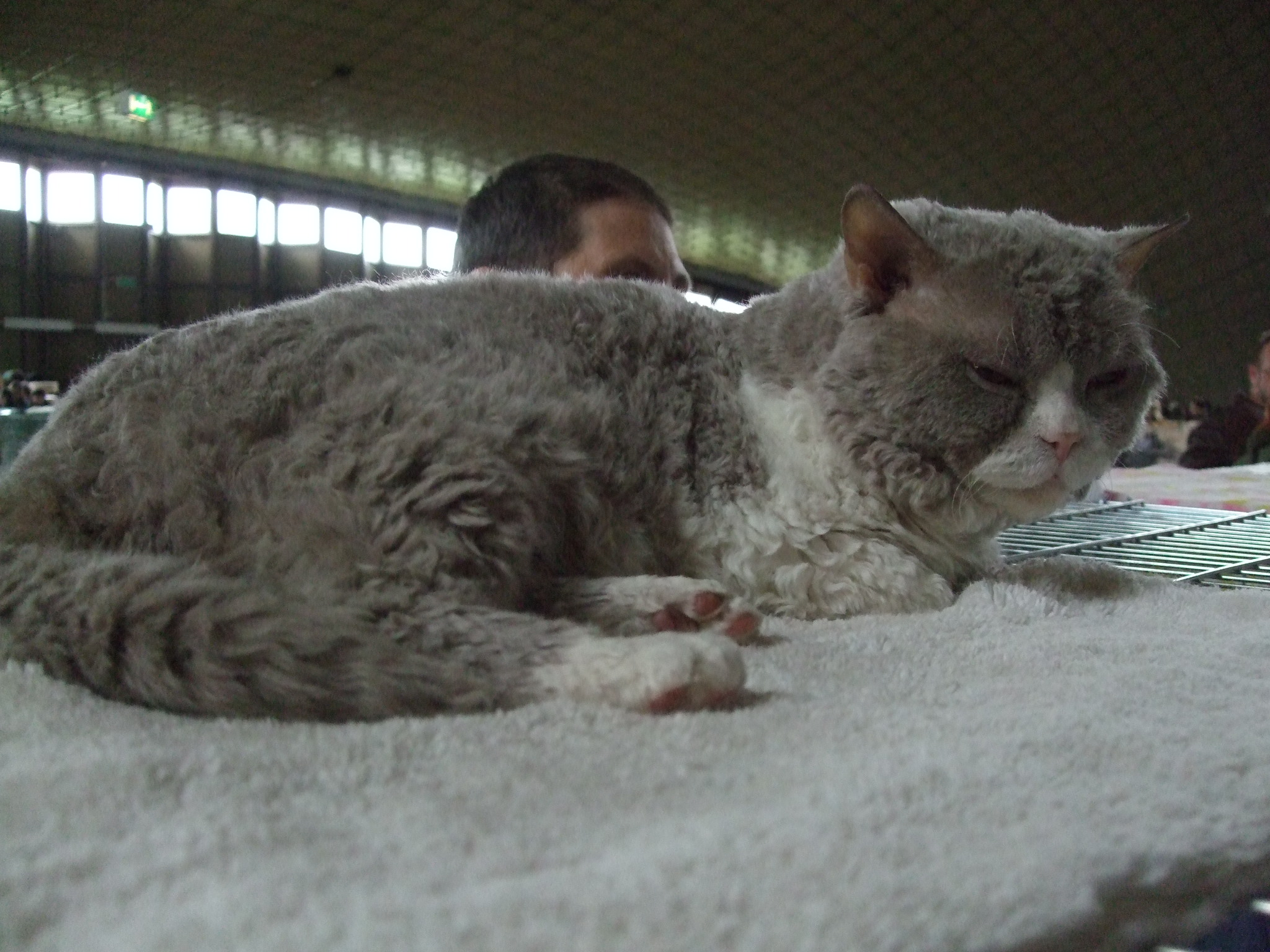